# Лисьи Норки
Ли́сьи Но́рки — деревня в Убинском районе Новосибирской области. Входит в состав Крещенского сельсовета.

## География
Площадь деревни — 21 гектар.

## Население
| 2002 | 2007 | 2010 |
| ---- | ---- | ---- |
| 36   | ↘31  | ↘20  |

## Инфраструктура
В деревне по данным на 2007 год функционирует 1 учреждение здравоохранения.